# Ковалець Кирило Сергійович
Кири́ло Сергі́йович Ковале́ць (2 липня 1993, Київ) — український футболіст, атакувальний півзахисник «Олександрії».

## Біографія
Тренувався разом з футбольною командою «Локомотива» з Києва. У 2005 році в 11 років зіграв у прощальному матчі свого батька Сергія Ковальця у грі київського «Динамо» зразка 1990-х років і збірної клубів України зразка також 1990-х років. У цьому матчі він забив двічі: 1 гол з пенальті на 75-ій хвилині, а вже на 78-ій - з гри.
З 2007 року по 2010 рік виступав за харківський «Металіст» у ДЮФЛ.
З літа 2010 по 2011 рік виступав за київську «Оболонь» у молодіжній першості України, основну команду якої тренував його батько Сергій Ковалець. У сезоні 2010/11 провів у молодіжному чемпіонаті 20 матчів і забив 1 м'яч. 22 жовтня 2011 року дебютував у Прем'єр-лізі України у виїзному матчі проти маріупольського «Іллічівця» (2:1), Ковалець вийшов на 82 хвилині замість Антона Шевчука.
9 липня 2015 року уклав дворічний контракт з одеським «Чорноморцем», за який виступав упродовж трьох сезонів, провівши в цілому 74 матчі у всіх турнірах, в яких відзначився 6 влучними ударами.
20 червня 2018 року підписав контракт з ФК «Олександрією».Дебютував за нову команду в рамках УПЛ 2 вересня того ж року у виїзній грі проти  ФК «Львів» (2:2). Перший гол за новий клуб провів 6 жовтня 2018 року у ворота своєї колишньої команди - одеського «Чорноморця» (3:2). Посідає друге місце у списку бомбардирів «Олександрії» в історії в рамках елітного дивізіону (21 гол).

## Особисте життя
Його матір звуть Анжела, батько Сергій — колишній футболіст і тренер. Крім нього в сім'ї дві сестри — Аліна (1989) і Дарина (1998). Одружений з сестрою Романа Зозулі, Оленою. Пара виховує двох синів — Кирила (6 років) та Артема (2 роки).